# 瓦利亞
瓦利亞為馬利卡伊區巴富拉貝省的小市鎮，位於馬利西南部。2009年時人口為20,989人。達卡-尼日鐵路於該城市設有車站。附近植被屬疏林草原。

## 經濟
農業為主要經濟活動，主要作物有高粱、小米、大米、花生、玉米。.

## 外部連結
- Oualia at csa-mali.org[永久]